# Sabine Monauni
Sabine Monauni (10 de abril de 1974) es una política y diplomática liechtensteiniana. Se desempeña como vice primera ministra y ministra del Interior, Economía y Medio Ambiente del Principado de Liechtenstein desde el 25 de marzo de 2021. Previamente se desempeñó como embajadora del Principado de Liechtenstein en Bélgica desde el año 2016.

## Carrera

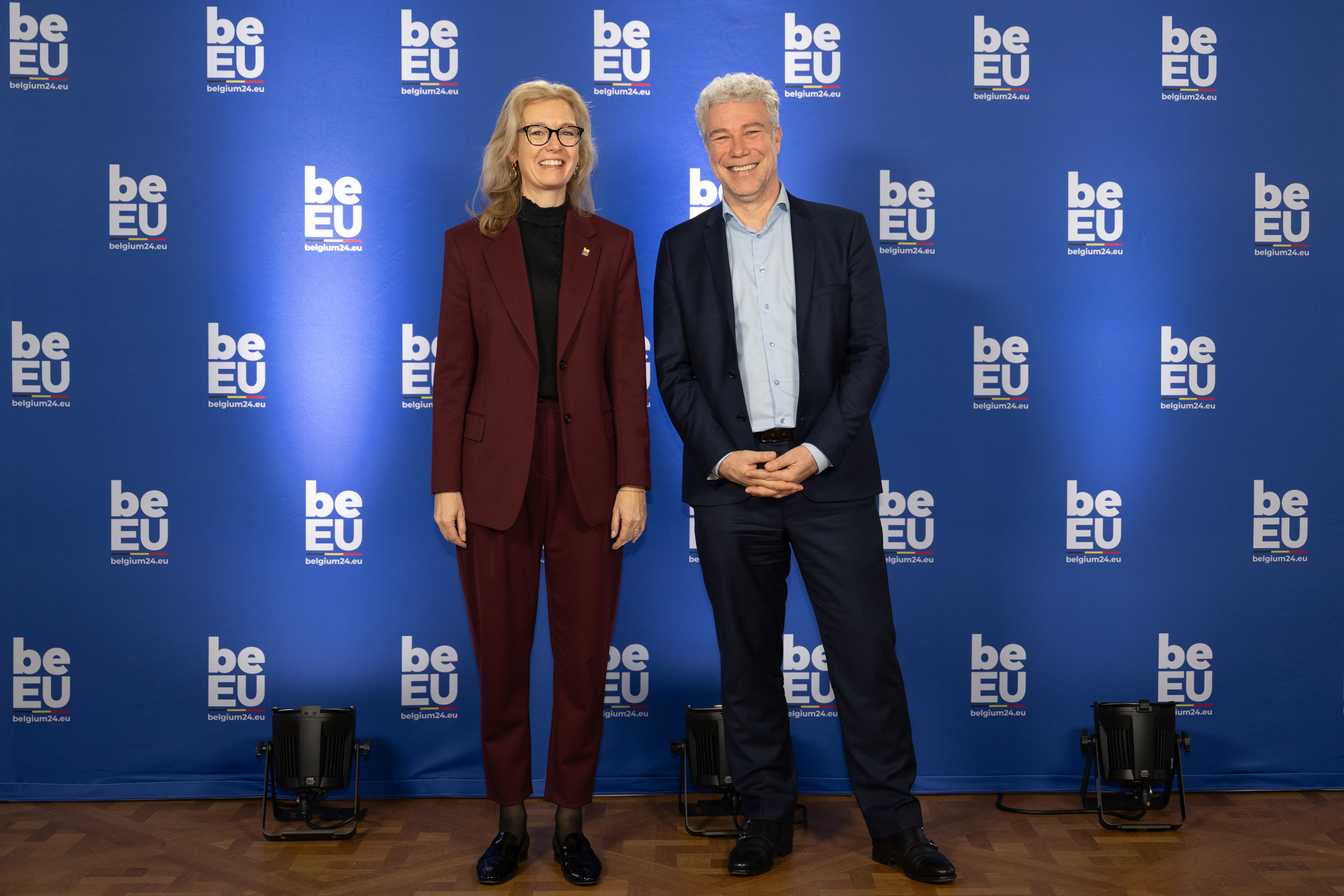
Reunión de Ministros de Medio Ambiente - Egmont Palace

Después de estudiar derecho en la Universidad de San Galo, Monauni completó un posgrado en derecho europeo en el Colegio de Europa, en Brujas. En 2014 trabajó como consejera de embajada en la Oficina de Relaciones Exteriores y luego en el Ministerio de Sociedad (Ministerio de Salud y Asuntos Sociales).
Monauni fue acreditada como Embajadora del Principado de Liechtenstein en Bruselas en julio de 2016, sucediendo a Kurt Jäger.
Para las elecciones parlamentarias de Liechtenstein de 2021, Monauni fue nominada por el Partido Cívico Progresista para el cargo de jefe de Gobierno. Si bien la victoria fue finalmente obtenida por la Unión Patriótica liderada por Daniel Risch, Monauni asumió como vice primera ministra y Ministra del Interior, Economía y Medio Ambiente en el gabinete presidido por Risch tras formarse un gobierno de coalición entre ambos partidos.